# Но драма
Нō драма (能, Nō, изведена од кинеско-јапанске речи за „вештину” или „таленат”) врста је јапанске лирске драме. Настала је највероватније крајем 12. века. Заснована је на будистичкој религији, јапанској митологији, животним искуствима и историји. Развили су је Канами и његов син Зеами, то је најстарија велика позоришна уметност која се и данас редовно изводи. Иако се термини Но и ногаку понекад користе наизменично, ногаку обухвата Но и кјоген. Традиционално, потпуни ногаку програм укључивао је неколико Но представа са комичним кјоген представама између; скраћени програм од две Но драме са једним кјоген комадом постао је уобичајен данас. По жељи, ритуална представа Окина може бити представљена на самом почетку нōгаку презентације.
Но се често заснива на причама из традиционалне књижевности с натприродним бићем које се трансформише у људски облик као јунак који приповиједа причу. Но интегрише маске, костиме и различите реквизите у плесну представу, за коју су потребни високо обучени глумци и музичари. Емоције се првенствено преносе стилизованим конвенционалним покретима, док иконске маске представљају улоге попут духова, жена, божанстава и демона. Написан на касном средњем јапанском, текст „живо описује обичне људе од дванаестог до шеснаестог вијека”. Имајући снажан нагласак на традицији, а не на иновацији, Но је изузетно кодификован и регулиран.

## Историја
Но израз у почетку је употребљаван у појмовима Sarugaku no Nō (Но мајмунских забава, Dengaku no Nō (Нō музике и забаве у пољима), Kjogen no Nō (Нō музичких фарси) итд. Касније су Sarugaku Nō представе назване само именом Нō, а после Едо ере (1600—1867) дуго су задржале само назив Нō. Поред Нō, данас се употребљава и израз Nogaku, који потиче од најстаријих врста представа на царским дворовима.
Кануми Кијацогу (1333—1384) је творац усавршене Нō драме. Његов син, Зеами Мотокојо (1363—1443) написао је више од половине од око 300 најпознатијих драма које се данас приказују.

### Порекло
Канџи за Но означава „вештину”, „занат” или „таленат”, посебно у области извођачких уметности у овом контексту. Реч Но се може користити сама или уз гаку (楽; забава, музика) да се формира реч nōgaku. Но је класична традиција коју данас многи високо цене. Када се користи сама, Но се односи на историјски жанр позоришта који је настао из саругакуа, јапанске театарске форме која подсећа на савремени циркус, средином 14. вијека и наставља да се изводи и данас.
Један од најстаријих претеча Ноа и Кјогена је сангаку, који је у Јапан унесен из Кине у 8. веку. У то време, термин сангаку се односио на различите врсте перформанси које су укључивале акробате, песму и плес, као и комичне скечеве. Његово накнадно прилагођавање јапанском друштву довело је до његове асимилације других традиционалних облика уметности. Разни елементи извођачке уметности у сангакуу, као и елементи денгакуа (сеоске прославе које се изводе у вези са садњом риже), саругакуа (популарна забава укључујући акробације, жонглирање и пантомиму), ширабјоши (традиционални плесови које изводе плесачице на Царском двору у 12. век), гагаку (музика и плес који се изводе на царском двору почевши од 7. века) и кагура (древни шинтоистички плесови у народним причама) еволуирали су у Но и кјоген.
Студије о генеалогији глумаца Ноа у 14. веку показују да су они били чланови породица специјализованих за сценске уметности. Према легенди, Конпару школу, која се сматра најстаријом традицијом Ное, основао је Хата но Кавакацу у 6. веку. Међутим, оснивач школе Конпару, која је широко прихваћена међу историчарима, био је Бишао Гон но Ками (Компару Гоноками) током Нанбокучо периода у 14. веку. Према генеалошкој карти школе Конпару, Бишао Гон но Ками је потомак након 53 генерације Хата но КавакаЦуа. Конпару школа је потекла од саругаку трупе која је играла активне улоге у Касуга-тајша и Кофуку-ји у провинцији Јамато.
Друга теорија, коју је написао Шинхачиро Мацумото, сугерира да је Но потекао од изопштеника који се боре да затраже виши друштвени статус служећи се онима на власти, односно новој владајућој класи самураја тог времена. Пренос шогуната из Камакуре у Кјото на почетку периода Муромачи означио је све већу моћ класе самураја и ојачао однос између шогуната и двора. Како је Но постао омиљена уметничка форма шогуна но је могао постати дворска уметничка форма кроз овај новоформирани однос. У 14. веку, уз снажну подршку и покровитељство шогуна Ашикаге Јошимицуа, Зеами је успео да успостави но као најистакнутију позоришну уметност тог времена.

### Оснивање Ноа од стране Канамија и Зеамија
У 14. веку, током периода Муромачи (1336. до 1573), Канами Кијоцугу и његов син Зеами Мотокијо реинтерпретирали су различите традиционалне извођачке уметности и довршили но у значајно другачијем облику од традиционалног, у суштини доводећи Но у садашњи облик. Канами је био реномирани глумац са великом свестраношћу играјући улоге од грациозних жена и 12-годишњих дечака до снажних мушкараца. Када је Канами први пут представио свој рад 17-годишњем Ашикаги Јошимицу, Зеами је био дете глумац у његовој представи, око 12 година. Јошимицу се заљубио у Зеамија и његов положај наклоњености на двору је довео до тога да се Но након тога често изводи за Јошимицуа.
Конпару Зенчику, који је био праунук Бишао Гон но Камија, оснивача школе Конпару, и супруг Зеамијеве кћери, уградио је елементе wаке (поезије) у Зеамијев но и даље га развио.
До овог периода, међу пет главних школа ное, основане су четири: Канзе школа, коју су основали Канами и Зеами; школа Хошо коју је основао Канамијев најстарији брат; школа Конпару; и Конго школа. Све ове школе биле су потомци саругаку трупе из провинције Јамато. Ашикага шогунат је подржавао само Канзе школу међу четири школе.

### Токугава ера
Током Едо периода, но је наставио да буде аристократска уметност коју су подржавали шогуни, феудалци (daimyōs), као и богати и софистицирани обични људи. Док су кабуки и јорури популарни у средњој класи били фокусирани на нову и експерименталну забаву, но је настојао да очува своје успостављене високе стандарде и историјску аутентичност и остао је углавном непромењен током целе ере. Да би се ухватила суштина представа великих мајстора, сваки детаљ у покретима и положајима су репродуковали други, што је генерално резултирало све споријим, церемонијалним темпом с временом.
У овој ери, Токугава шогунат је именовао Канзе школу за одговорну за четири школе. Кита Шичидају (Shichidayū Chōnō), но глумац Конпару школе који је служио Токугава Хидетади, основао је Кита школу, која је била последња основана од пет великих школа.

## Стил
Постоји „једноставни стил Нō“. Први је без „уметнутих комада“, док је други подељен на две сцене, а између њих су уметнуте комичне фарсе kjōgen. Без обзира на промену сцена и измену амбијента у речитативу, позадина је иста, обично је то слика старог боровог дрвета, док се остале промене места радње не обележавају декором. Драмски подтекст остављен је машти гледалаца. Тиме се постиже поједнастовљење Нō и јединствена стилизација. Томе доприноси и увек исти редослед фрагмената у речитативу: Sidai (Увод), Nanori (Објављивање имена), Mičijuki (Путовање), Cikizarifu (Говор по доласку), Issei (Први глас), Ni no ku (Други стих), Kouta (Мала песма), Monto (Питања и одговори), Kakeri (Дозивање), Šedo (Прво сретање), Kuri ili Djo (Предговор), Sapi (Означавање), Kuse (Речитатив уз игру), Rengi (Расправа), Mačiutaji (Песма чекања), Deba (Излазак) и Kiri (Крај). 
Нō је свечана, строго стилизована драма са симболичним и фантастичним елементима (нпр. Из света духова и снова), тендециозна, прожета будистичким мислима. Речитативи су богати поетским алузијама, сачињени од чувених класичних поема и народних песама са многим стилистичким финесама. У основи јој је израз Jūgen (мистериозна и дубоко скривена лепота) која прожима сваки део Нō уметности. Зато се у Нō тежи ка једноставности и лапидарности израза без обзира на то да ли се ради о игри или песми. На упрошћеној сцени, две или више особа играју одређене церемонијалне улоге.

## Принципи Нō представа
Принципи на којима почивају Нō представе су: Hana (цвет): врхунац глумчевог надахнућа и савршеног извођења; Jūgen (мистични извор): дубоко скривена лепота религиозног надахнућа; Cujoi (снага): израз који се постиже овладавањем технике и крајњом концентрацијом свих психичких и физичких енергија.

## Улоге (Глумци)
Главни глумац зове се Šite (протагонист), а његов пратилац Waki (детрагонист). Помоћници се зову Žure и Tomo. Нпр. Šite-Žure (пратилац детрагониста), Kakata (дечак), Tomo (пратња), Tacišu (група стајалаца) итд. Поред тога, постоје оркестар, хор, певачи, глумци уметнутих фарси Kjōgen, надгледачи, сценски и костимски помоћници, итд.

## Подела Нō драма
Према секвенци представе, Нō комади се деле: 1. Šabamma-mono (комади о божанствима или побожним ритуалима. Нпр: Waki-Nō, Kamidji-mono, Raigi-mono). 2. Nibamme-mono (речитативи о преминулим ратницима. Нпр. Sura-mono). 3. Sanbamme-mono (комади о хероинама из царских дворова које су чувене по натприродној лепоти, својој изузетној природи или отмености. Нпр.: Kazora-mono). 4.Yonbamme-mono (мисцелански и савремени комади са доминантном нотом страсти и опсесија). 5. Gobamme (комади са темом савлађивања помахниталог духа. Нпр.: Kiro-No).